# محيمدات لوطى (لمزاوير)
محيمدات لوطى هو دُوَّار يقع بجماعة سيدي علي بن حمدوش، إقليم الجديدة، جهة الدار البيضاء سطات في المملكة المغربية. ينتمي الدوّار لمشيخة لمزاوير التي تضم 13 دوار. يقدر عدد سكانه بـ 398 نسمة حسب الإحصاء الرسمي للسكان والسكنى لسنة 2004.

## روابط خارجية
- البوابة الوطنية للجماعات الترابية نسخة محفوظة 12 مارس 2018 على موقع واي باك مشين.
- المندوبية السامية للتخطيط